# Erki Nool
Erki Nool (* 25. Juni 1970 in Võru, Estnische SSR, Sowjetunion) ist ein ehemaliger estnischer Leichtathlet, Olympiasieger und derzeitiger Politiker und Funktionär. Seit dem 1. Juni 1999 ist er UNICEF-Botschafter.

## Werdegang
Nool absolvierte das Gymnasium Saku im Jahre 1989 und arbeitete zunächst als Nachtpförtner im dortigen Krankenhaus. 1992 nahm er an den Olympischen Spielen in Barcelona teil, gab den Wettbewerb der Zehnkämpfer aber nach drei Fehlversuchen im Speerwurf auf. Deutlich erfolgreicher war er drei Jahre später, als er bei den Weltmeisterschaften 1995 Platz vier mit 8268 Punkten belegte. Bei den Olympischen Spielen in Atlanta reichten 8543 Punkte hingegen nur zu einem sechsten Rang. Bei den Weltmeisterschaften 1997 kam Nool ebenfalls auf den sechsten Rang.
Sein größter Erfolg gelang ihm mit dem Sieg bei den Olympischen Spielen 2000 in Sydney mit 8641 Punkten. Nool wurde damit in Estland ein Volksheld. Während der zwei Tage des Zehnkampfes hatten die estnischen Schüler schulfrei, um die Wettkämpfe von Sydney im Fernsehen zu verfolgen. Als er von Sydney zurückkam, feierten ihn 80.000 Menschen auf dem Flughafen von Tallinn.
Bei den Weltmeisterschaften 2001 in Edmonton wurde er Vizeweltmeister mit seiner persönlichen Bestleistung von 8815 Punkten, die gleichzeitig auch estnischen Rekord darstellt. Seine vierte und letzte Olympiateilnahme schloss er 2004 in Athen auf dem achten Platz mit 8235 Punkten ab.
Bei Europameisterschaften gewann er 1998 in Budapest Gold mit 8667 Punkten und 2002 in München Silber mit 8438 Punkten.
Auch in der Halle beim Siebenkampf konnte Erki Nool überzeugen. Bei Weltmeisterschaften gewann er 1997 in Paris und 1999 in Maebashi Silber und wurde 2001 in Lissabon Fünfter. Bei Europameisterschaften errang er einmal Gold (1996) und zweimal Bronze (2000 und 2002). Seine Bestleistung liegt bei 6374 Punkten.
Nools Stärke innerhalb des Mehrkampfs war der Stabhochsprung, seine Bestleistung innerhalb eines Zehnkampfs waren übersprungene 5,60 m. Des Weiteren ist er estnischer Rekordhalter im Weitsprung mit einer Weite von 8,10 m, die er 1995 bei dem von ihm gewonnenen Mehrkampf-Meeting Götzis erreichen konnte.
Seit 2007 ist er Abgeordneter im Riigikogu, dem estnischen Parlament, für die konservative Isamaa ja Res Publica Liit (Pro Patria und Res Publica Union). Im April 2011 wurde er in den Rat des Europäischen Leichtathletik-Verbands gewählt.

## Auszeichnungen
- Estlands Sportler des Jahres 1996, 1997, 1998, 2000
- Orden des Estnischen Roten Kreuzes 1. Kategorie (2001)[2]